# 盛岡少年刑務所
盛岡少年刑務所（もりおかしょうねんけいむしょ）は、法務省矯正局の仙台矯正管区に属する刑務所。全国6箇所の少年刑務所のひとつである。
下部機関として一関拘置支所の1ヶ所の支所を持つ。

## 所在地
- 〒020-0102 岩手県盛岡市上田字松屋敷11-11
  - JR東日本東北本線盛岡駅から岩手県交通バス松園バスターミナル行き乗車後、終点で、「県立博物館まわり」に乗り継ぎ「県立博物館前」停留所下車で徒歩約10分
  - 東北自動車道盛岡ICから国道46号・盛岡市道上田深沢線で約30分

## 収容分類級
本刑務所の収容分類級は以下の通り。
- JB級
- YB級
- B級

すなわち、「犯罪傾向の進んだ少年・青年を収容する刑務所」である。

## 収容定員
- 468人

## 組織
所長の下に2部1課を持つ2部制施設である。
- 総務部（庶務課、会計課、用度課）
- 処遇部（処遇部門、企画部門）
- 医務課